# Ghirardelli (entreprise)
Pour les articles homonymes, voir Ghirardelli.
Ghirardelli est une entreprise américaine de l'industrie du chocolat fondée par Domenico Ghirardelli.
C'est aujourd'hui une filiale de l'entreprise suisse Lindt & Sprüngli.